# Hostinec Beseda v Kuklenách
Hostinec Beseda v Kuklenách – významný kuklenský hostinec, který od roku 1789 prakticky nepřetržitě funguje dodnes.

## Historie
Původní dům býval nazýván Emauzy nebo V Emauzích, protože ve sklepě domu se starým č. p. 123 se scházeli příslušníci pronásledované sekty Českých bratří, vypovězené roku 1504 i z Hradce Králové. Sklep je 5 m hluboký a vede do něj 23 schodů, lomených ve 3 křídla. Skládá se z větší prostory (3,7 x 2,8 m) podobné chrámové lodi a z menší (1,85 x 1,50 m) podobné kněžišti. V omítce je vyryt nápis „1789-IDIV 4A9R“, což znamená, že sklep byl při stavbě roku 1789 omítnut, přičemž byl obnoven starý nápis, že sklep byl vystavěn 4. dubna 1504 (rok vyhlášky, že jinověrci nebudou v Hradci trpěni). Svého času bychom zde mohli naleznout i pískovcovou kropenku jako v kostele, tzv. křtitelnici, a pískovcové futro se 3 zrezavělými kruhy. Za třicetileté války musely být Emauzy spáleny, že z nich zůstalo právě jen sklepení.
Roku 1779 koupil tento pozemek od Jana Kužela Václav Vorel a postoupil jej své dceři Anně, která se provdala za Josefa Pospíšila. Oba zde postavili roku 1789 dům č. p. 123. Roku 1789 Josef Pospíšil odporučil svůj veškerý majetek své druhé ženě, roz. Königové a 4 dětem rovným dílem. Šenkovní domek poté koupil František Uhlíř, který ho se svým synem Františkem prodal roku 1824 Václavu Ezachovi. Ten ho roku 1829 se svou ženou Marií prodal Františkovi a Kateřině Hudlivaňkovým a ti dům roku 1835 postoupili Josefu Hudlivaňkovi. Roku 1846 prodali Josef a Kateřina Hudlivaňkovi č. p. 130 Josefu a Anně Chmelařovým. Roku 1860 je jako majitel domu zmíněn Josef Hutla s manželkou Barborou. Ten udělal ze sálu, kde se konala řada tanečních zábav, bednářskou dílnu na pivní sudy. V letech 1863–1865 navštěvovali hostinec polští zajatci, kteří byli internováni v Hradci Králové.
Roku 1881 byl majitelem domu Jan Všetečka, kterému byl 15. ledna 1882 povolen hostinec s přenocováním, a roku 1908 na tomto místě vystavěl nový hostinec Josef Volejník, který zažádal o povolení ke stavbě 15. dubna téhož roku. 23. dubna byla povolena stavba, starý dřevěný dům byl tak zbořen a 1. července téhož roku byla stavba dokončena, přičemž obývání této budovy bylo povoleno od 1. srpna. Objekt zůstával dlouhou dobu v rodinných rukou. Po roce 1948 přišli k moci komunisté a dále nemusíme hovořit, jaký osud měl hostinec.
První větší úpravy v objektu proběhly počátkem 60. let. Iniciátorem tehdy byli místní občané a zdejší občanský výbor. Hostinec se tenkrát stal jednou z nejlepších restaurací v okrajových částech krajské metropole. Novodobá rekonstrukce objektu v akci Z byla dokončena v roce 1983. Další změny nastaly po listopadu 1989, kdy se hostinec díky restitucím opět dostal do rodinných rukou.